# Преображенское (Вологодская область)
Преображенское — деревня в Сокольском районе Вологодской области.
Входит в состав Воробьёвского сельского поселения, с точки зрения административно-территориального деления — в Воробьёвский сельсовет. Расположена к северу от автодороги А123.
Расстояние по автодороге до районного центра Сокола — 59 км, до центра муниципального образования Воробьёва — 3 км. Ближайшие населённые пункты — Алексино, Осаново, Толстоумово, Виторьево, Воксино, Кощеево.
По переписи 2002 года население — 12 человек.